# 柳ゆり菜
柳 ゆり菜（やなぎ ゆりな、1994年（平成6年）4月19日 - ）は、日本のグラビアアイドル、女優。エヴァーグリーン・エンタテイメント（2021年3月まで）を経て、アニモプロデュース所属（同年6月1日から）。

## 来歴
大阪府大阪市住之江区出身。
ダンススクールEXPG大阪校に通うほどのダンス好きで、EXILEのバックダンサーを務めたこともある。
2013年4月、エヴァーグリーン・エンタテイメント初のオーディション「smart Boys & Girlfriendオーディション」で特別賞を受賞。
2014年5月31日公開の『うわこい』にて、映画初出演にして主演を務めた。
2014年10月24日放送のNHK朝ドラ『マッサン』第23話で、赤玉ポートワインポスターをモデルにした「太陽ワイン」の半裸モデルを演じて話題となった。
『週刊プレイボーイ』のウェブ版「週プレNEWS」が2015年に初めて調査した「グラビアアイドル表紙登場回数ランキング」（主要20誌が対象）で、同年上半期の1位（13回登場）となり、“初代グラビアクイーン”の座を得る。
2018年、ヒロイン役で出演した『純平、考え直せ』が、第42回モントリオール世界映画祭の「World Greats」部門に正式出品される。
2021年4月1日、前日付けで所属事務所のエヴァーグリーン・エンタテイメントを退所したことを発表した。6月1日、アニモプロデュースへの所属を発表した。

## 人物
- 姉はグラビアアイドルの柳いろは、母は元タレントの福井希容[6]。
- 19歳の時に上京してから4年間、姉・柳いろはと共に8畳のワンルームに住み、セミダブルのベッドに無理矢理ふたりで寝ていた[12]。
- 柳ゆり菜は本名で、花に関わる仕事をしていた母親が「百合の花と菜の花のように、明るく可憐で人に愛されるように」"ゆり菜"と命名[1]。
- 大好物に水餃子を挙げており、皮は作る過程から食べたくなるという[13]。
- 高所恐怖症である[14]。
- 2016年12月、ヒロイン役を務める映画の役作りのために髪を40センチメートル切り、人生初のベリーショートの髪型になった[15]。
- 特技はダンス[16]。
- テレビドラマ『ゆるキャン△』では各務原桜役を演じるに際し、自動車免許を取得した[要出典]。

- キジトラのティンガという猫を飼っている

## 被害に遭った事件
- 2015年12月5日、東京都新宿区の書店で開催された握手会で、ファンとして握手会に参加していた男性が柳の右腕をつかんだり、引っ張ったりする事件が起きた。男性は暴行の現行犯で逮捕された[17]。柳に怪我はなく、報道を受けて10日に更新したTwitter（現・X）でも無事である事を発表した[18]。
- 2015年12月16日、柳に対し「誘拐する」などの危害を加える趣旨の内容をTwitter上に書き込んだとして、10代の少年が脅迫の疑いで書類送検された。同様の書き込みが相次いだため、所属事務所が7月に警察に相談していた[19]。

## 出演

### 映画
- うわこい（2014年5月31日、エスピーオー） - 主演・桐嶋ユノ 役[8]
  - うわこい2（2014年6月21日）
- 放課後ロスト エピソード1 「リトル・トリップ」（2014年8月2日、プロジェクト ドーン）[20]
- 呪怨 -ザ・ファイナル-（2015年6月20日、ショウゲート） - 碧 役[21]
- 高台家の人々（2016年6月4日、東宝）
- 彼岸島 デラックス（2016年10月15日、松竹メディア事業部） - まり子 役[22][23]
- 恋妻家宮本（2017年1月28日、東宝） - 時森 役[24]
- チア☆ダン〜女子高生がチアダンスで全米制覇しちゃったホントの話〜（2017年3月11日、東宝） - 村上麗華 役[25]
- ヴァンパイアナイト（2017年5月6日、キャンター） - 主演・雪村佐代 役[26]
- 破裏拳ポリマー（2017年5月13日、KADOKAWA） - 南波テル 役[27]
- 純平、考え直せ（2018年9月22日、アークエンタテインメント） - ヒロイン・山本加奈 役[28]
- ここは退屈迎えに来て（2018年10月19日、KADOKAWA） - サツキ 役[29]
- 東京アディオス（2019年10月11日） - ヒロイン
- 無頼（2020年12月12日） - ヒロイン・佳奈 役[30]
- ゾッキ（2021年4月2日、愛知県では先行公開[31]） - コンビニの客 役[32][33]
- ブルーヘブンを君に（2021年6月11日） - 鈴木夏芽 役[34]
- ハニーレモンソーダ（2021年7月9日）
- プリテンダーズ（2021年10月16日） - 藤村 役[35]
- ナニワ金融道シリーズ - 川田京子 役[36]
  - 1発目「ナニワ金融道〜灰原、帝国金融の門を叩く!〜」（2022年11月25日）
  - 2発目「ナニワ金融道〜銭と泪と権利と女〜」（2022年12月2日）
  - 3発目「ナニワ金融道〜大蛇市マネーウォーズ〜」（2022年12月9日）
- 散歩時間〜その日を待ちながら〜（2022年12月9日） - 東雲真紀子 役[37]
- その恋、自販機で買えますか?（2023年10月1日） - 大石 役[38]
- 女子大小路の名探偵（2023年10月13日） - 鈴木夏芽 役[39]
- 人生に詰んだ元アイドルは、赤の他人のおっさんと住む選択をした（2023年11月3日）[40]
- 火の華（2025年10月31日公開予定） - 藤井昭子 役[41][42]

### テレビドラマ
- 実在性ミリオンアーサー（2014年10月3日 - 3月28日、UHF局） - ガラハッド 役[43][44]
- 連続テレビ小説 マッサン 第23・52話（2014年10月24日・11月27日、NHK大阪） - みどり 役[45][46]
- 黒服物語（2014年10月24日 - 12月12日、テレビ朝日） - 潤 役
- フィッシャーマンズ・ブルース 「彼の名はブラウントラウト」（2014年12月20日、テレビ朝日） - 瀬戸内リカ 役[47]
- このミステリーがすごい!〜ベストセラー作家からの挑戦状〜 「黒いパンテル」（2014年12月29日、TBS） - 30年前の栄子 役[48]
- アルジャーノンに花束を 第4話（2015年5月1日、TBS）
- ある日、アヒルバス（2015年7月5日 - 8月23日、NHK BSプレミアム） - 清水茜 役
- 最強のふたり〜京都府警 特別捜査班〜（2015年7月16日 - 9月10日、テレビ朝日） - 徳間葵 役[49]
- ホテルコンシェルジュ 第9話・最終話（2015年9月15日・22日、TBS） - 西野杏奈 役
- それでも僕は君が好き 第1夜（2015年9月28日、フジテレビ） - エルメス 役[50]
- 青春探偵ハルヤ〜大人の悪を許さない!〜（2015年10月15日 - 12月24日、読売テレビ・日本テレビ） - 坂本葵 役
- 必殺仕事人2015（2015年11月29日、朝日放送）
- 検事・悪玉（2016年3月19日、朝日放送・テレビ朝日） - 入江千香 役[51]
- 彼岸島 Love is over（2016年9月19日 - 10月10日、毎日放送） - まり子 役
- きみはペット（2017年2月6日 - 6月19日、フジテレビ） - 福島紫織 役[52]
- SR サイタマノラッパー〜マイクの細道〜（2017年4月7日 - 6月23日、テレビ東京） - 茉美 役[53]
- 貴族探偵 第4話（2017年5月8日、フジテレビ） - 赤川和美【本名：田名部優】 役[54]
- 下北沢ダイハード 第1話「裸で誘拐された男」（2017年7月17日、テレビ東京） - 麗奈 役[55][56]
- 日曜ワイド「検事・朝日奈耀子19」（2017年9月3日、テレビ朝日） - 夏野理奈 役[57]
- ハケンのキャバ嬢・彩華 第5話（2017年11月13日、朝日放送[注 1]） - 理沙 役[58][59]
- 重要参考人探偵 第6話（2017年11月24日、テレビ朝日） - 宮田絵奈 役[60]
- 名刺ゲーム（2017年12月2日 - 23日、WOWOW） - 大原マイカ 役
- 警視庁・捜査一課長 season3 第2話（2018年4月19日、テレビ朝日） - 一色貴代 役
- アイアングランマ2（2018年6月3日 - 7月8日、NHK BSプレミアム） - 室田唯 役
- 新・ミナミの帝王〜過去からの罠〜（2019年1月5日、関西テレビ） - 本多麗奈 役[61]
- JOKER×FACE 第5話・第6話（2019年2月12日・19日、フジテレビ） - 由美 役[62]
- 人生が楽しくなる幸せの法則[注 2]（2019年1月10日 - 3月14日、読売テレビ） - 柏木希美 役
- ザ・リアリティ・ショー〜突然コマーシャルドラマ2〜（2019年4月20日（19日深夜）、フジテレビ） - 主演・桜井琴子 役[64]
- やじ×きた 元祖・東海道中膝栗毛 最終話（2019年6月22日、BSテレ東） - お葉 役
- べしゃり暮らし（2019年7月27日 - 9月14日、テレビ朝日） - 江草はるか 役
- 湊かなえ ポイズンドーター・ホーリーマザー 第5話（2019年8月3日、WOWOW）
- ゆるキャン△（テレビ東京） - 各務原桜 役[65]
  - ゆるキャン△（2020年1月10日 - 3月26日）
  - ゆるキャン△スペシャル（2021年3月29日）
  - ゆるキャン△2（2021年4月2日 - 6月18日）
- 今野敏サスペンス 機捜235（2020年4月24日、テレビ東京） - 井川栄子 役[66]
- 探偵・由利麟太郎 第2話（2020年6月23日、関西テレビ・フジテレビ） - 神崎美沙子 役[67][68]
- 相棒 Season19 第6話「三文芝居」（2020年11月18日、テレビ朝日） - 山田みなみ 役
- あのコの夢を見たんです。 第11話 （2020年12月12日、テレビ東京） - エリ 役
- ハレ婚。（2022年1月16日 - 3月13日、朝日放送テレビ） - 伊達ゆず 役[69]
- 夫婦円満レシピ〜交換しない?一晩だけ〜（2022年10月6日 - 12月22日、テレビ東京） - 安藤ちはる 役[70]
- アイゾウ 警視庁・心理分析捜査班 第5話・6話（2022年11月8日 - 15日、フジテレビ） - 須藤亜里香 役
- ドキュメンタリードラマ 郷土の偉人シリーズ第30作「名優 笠智衆〜春風のあるがごとし〜」（2023年1月、テレビ熊本）
- 福岡恋愛白書18 春のおとなりさん（2023年3月17日、九州朝日放送） - 江頭七瀬 役
- 何かおかしい2 第12話（2023年6月21日、テレビ東京） - 髙橋千鶴子（千里眼ヒーラー麻里子） 役
- 御社の乱れ正します! 第6話 - 第8話（2024年5月7日 - 21日、BS-TBS） - 篠田加奈 役[71]
- それぞれの孤独のグルメ 第7話（2024年11月16日、テレビ東京） - 野村志保 役
- 下山メシ 第3話（2024年11月29日、テレビ東京） - 大野山の牧場主・広美 役[72]
- 地獄の果てまで連れていく（2025年1月14日 - 3月25日、TBS） - ともみ 役[73]
- ジョフウ 〜女性に××××って必要ですか?〜（2025年4月2日 - 6月4日、テレビ東京） - サツキ 役[74]
- Love Sea 〜愛の居場所〜（2025年8月12日 - 、フジテレビ） - 楽本恋 役[75]

### その他のテレビ番組
- Beach Angels 柳ゆり菜 アクティブハワイ（2015年04月19日 - 不定期放送、TBSチャンネル）
- 第45回NHK上方漫才コンテスト（2015年2月27日、NHK大阪） - 司会[76]
- サンデージャポン（2014年 - 、TBS） - 不定期出演
- オタ恋（2016年11月26日 - 12月3日、BS朝日）
- 痛快TV スカッとジャパン（2015年5月4日[77] - 、フジテレビ） - ショートドラマパート、不定期出演
- グータンヌーボ2（2021年9月7日、関西テレビ放送）
- NEXT TRIP ～千葉・南房総の春を探して～[78] / ～千葉・南房総ぶらり自転車たび～[79]（2022年3月24日、31日、BS12 トゥエルビ）[80]

### 配信ドラマ
- 野武士のグルメ 第5話「エキストラのロケ弁」（2017年3月17日配信開始、Netflix）[81]
- ハケンのキャバ嬢・彩華 第5話（2017年11月6日、AbemaTV[注 1]） - 理沙 役
- Jimmy〜アホみたいなホンマの話〜（2018年7月、Netflix） - 麻美 役
- 湘南純愛組! YOUNG GTO（2020年2月28日 - Amazonプライム・ビデオ） - 村越鮎美 役[82]
- リモートドラマ キャバクラ・ドットコム（2020年7月3日 - 、ドリプラチャンネル）
- リモートドラマ ステイ・ホーマー（2020年7月17日 - 、ドリプラチャンネル）
- ショート・プログラム「ショート・プログラム」（2022年3月1日 - 、Amazon Prime Video） - ヒロイン・森村直美 役[83]

### Vシネマ
- 仮面ライダーエグゼイド トリロジー アナザー・エンディング（2018年3月28日 - 4月25日、東映、3部作） - 八乙女紗衣子 役[84]

### ラジオ
- 柳ゆり菜のシュッとしたいラジオ[85]（2020年1月16日 - 12月31日、AuDee）[86][87]

### 舞台
- 十二人の怒れる人々（原作：レジナルド・ローズ『十二人の怒れる男』、2015年11月13日 - 16日、アクアスタジオ）[88]
- ぼくんち（2016年1月23日・24日、大阪・ABCホール / 2016年2月3日 - 7日、東京芸術劇場 シアターウエスト） - 主演[89]
- 海街diary（“STRAYDOG”プロデュース、2017年3月31日 - 4月2日、新国立劇場・小劇場） - 香田佳乃 役[90]
- a Novel 文書く show（2024年7月12日 - 21日、俳優座劇場）[91]

### CM
- カルピス カルピスソーダ（2014年3月 - ）
- マース ジャパン スニッカーズ（2014年10月 - ）
- KEIRIN キターッ太もも！（2015年度）[92]
- 山本漢方製薬 大麦若葉（2018年 - ）[93]

### ミュージックビデオ
- E-girls「THE NEVER ENDING STORY」制服ダンス（2013年）

### 雑誌
- ヤングマガジン（2013年8月26日 No.39 / 講談社）の表紙を始め[94]、他数誌のグラビアページに記事が掲載される。

## 作品

### DVD
- PASSION（2014年10月24日、リバプール）[95]
- Beach Angels 柳ゆり菜 in オアフ島（2015年10月21日、バップ、DVD/Blu-ray）[96][97][98]

### 写真集
- yurina（2015年5月15日、講談社、撮影：松田忠雄）ISBN 978-4-06-352846-6[99][100]
- ひみつ（2017年2月17日、講談社、撮影：唐木貴央）ISBN 978-4-06-352858-9[101][102]
- 女っぷり（2021年11月26日、扶桑社）ISBN 978-4-59-408974-0 / ISBN 978-4-59-409018-0（Amazon.co.jp 限定オリジナルカバーVer.）[103][104]

## 受賞歴
- おおさかシネマフェスティバル2021 助演女優賞（『無頼』）